# Климовка (Гомельский район)
Климовка (бел. Клі́маўка) — деревня в Гомельском районе Гомельской области Республики Беларусь. В составе Прибытковского сельсовета.

## География

### Расположение
В 14 км к югу от Гомеля. Рядом о. п. Каровышень на линии Гомель — Чернигов, недалеко железнодорожная станция Уть.

### Гидрография
На реке Уть (приток реки Сож).

## Транспортная сеть
Транспортные связи по просёлочной, затем автомобильной дороге Тереховка — Гомель. Планировка состоит из 2 параллельных между собой улиц, ориентированных с юго-запада на северо-восток и соединенных дорогой. Застройка двусторонняя, преимущественно деревянная, усадебного типа.

### Улицы
- 1-я Совхозная
- 2-я Совхозная
- Лесная
- Луговая
- Луговой переулок
- Первомайская
- Садовая
- Центральная
- Школьная
- 40 лет Победы[2]

## История
Обнаруженное археологами городище (в 0,4 км на восток от деревни) свидетельствует про заселение этих мест с давних времён. По письменным источникам известна с XVIII века как деревня в Речицком повете Минского воеводства Великого княжества Литовского.
После 1-го раздела Речи Посполитой (1772 год) в составе Российской империи. С 1775 года владение фельдмаршала графа П.А. Румянцева-Задунайского, центр Климовской экономии Гомельского поместья. Н.П. Румянцев в 1-й четверти XIX века построил стеклозавод, на котором изготавливались посуда и цесарское стекло. С 1834 года во владении фельдмаршала графа И.Ф. Паскевича. Жители жили в бедности — задолженность помещику крестьян Климовской экономии составляла в 1834 году 37 032 рубля. В 1886 году работали ветряная мельница, школа. В 1909 году 1558 десятины земли, церковь, в Носовичской волости Гомельского уезда Могилёвской губернии.
В 1926 году почтовый пункт, начальная школа, лавка. В бывшем фольварке действовали сельскохозяйственная артель, 3 кузницы, ветряная мельница, конная круподробилка, которые принадлежали Борисеич Ивану, семья  имела 8 детей. С 8 декабря 1926 года по 16 июля 1954 года центр Климовского сельсовета Носовичского, с 4 августа 1927 года Гомельского районов Гомельского округа (до 26 июля 1930 года), с 20 февраля 1938 года Гомельской области. После ввода в эксплуатацию в 1930 году железной дороги Гомель — Чернигов начала работу железнодорожная станция. В 1931 году организован колхоз «Победа», работали бондарно-корзиночная мастерская, кузница. Во время Великой Отечественной войны, 10 октября 1943 года, освобождена от оккупантов. На фронтах и в партизанской борьбе погибли 224 жителя из деревень Климовка, Каравышень, Цагельня, в память о них в 1968 году в сквере, у клуба установлена стела. В 1959 году центр экспериментальной базы «Гомельская». Размещаются средняя школа, Дом культуры, библиотека, отделение связи, детский сад, фельдшерско-акушерский пункт, столовая, 2 магазина.

## Население

### Численность
- 2004 год — 366 хозяйств, 876 жителей.

### Динамика
- 1776 год — 349 ревизских душ.
- 1811 год — 89 дворов.
- 1834 год — 94 двора, 587 жителей.
- 1886 год — 118 дворов, 771 житель.
- 1897 год — 218 дворов, 1278 жителей (согласно переписи).
- 1909 год — 1530 жителей.
- 1926 год — 303 двора.
- 1959 год — 888 жителей (согласно переписи).
- 2004 год — 366 хозяйств, 876 жителей.

## Экономика
В 2011 году экспериментальная база «Гомельская» переподчинена совхоз-комбинату «Сож» деревни Новая Гута.

## Известные лица
- Сидорцов, Владимир Никифорович — белорусский историк.
- Сулейков, Кирилл Филиппович — генерал-майор танковых войск.